# Liu Yinghui
Liu Yinghui (née le 29 juin 1978) est une athlète chinoise spécialiste du lancer du marteau. 

## Carrière

### Palmarès
| Année | Compétition             | Lieu      | Résultat | Performance |
| ----- | ----------------------- | --------- | -------- | ----------- |
| 2001  | Jeux de l'Asie de l'Est | Osaka     | 2e       | 63,12 m     |
| 2002  | Jeux asiatiques         | Busan     | 2e       | 66,73 m     |
| 2003  | Universiade             | Daegu     | 1re      | 69,05 m     |
| 2003  | Championnats d'Asie     | Manille   | 2e       | 66,66 m     |
| 2003  | Jeux afro-asiatiques    | Hyderabad | 1re      | 68,03 m     |
| 2004  | Jeux olympiques         | Athènes   | 14e      | 68,12 m     |
| 2005  | Universiade             | Izmir     | 2e       | 72,51 m     |
| 2005  | Jeux de l'Asie de l'Est | Macao     | 2e       | 69,20 m     |

### Records
| Épreuve           | Performance | Lieu  | Date         |
| ----------------- | ----------- | ----- | ------------ |
| Lancer du marteau | 72,51 m     | Izmir | 16 août 2005 |